# 藤澤治奈
藤澤 治奈（ふじさわ はるな）は、日本の法学者。専門は、民法・担保物権法。博士（法学）（東京大学・2007年）。立教大学法学部教授。

## 略歴
- 1996年3月：桜蔭高等学校卒業[2]。
- 1996年4月：東京大学文科一類に入学[2]。
- 2001年3月：東京大学法学部第1類（私法コース）卒業。
- 2003年4月：日本学術振興会特別研究員（ - 2006年3月）。
- 2007年3月：東京大学大学院法学政治学研究科民事法学専攻博士課程修了。博士（法学）。
- 2007年4月：立教大学法学部国際ビジネス法学科准教授（ - 2016年3月）。
- 2016年4月：立教大学大学院法学研究科・同大学法学部国際ビジネス法学科教授。
- 2021年4月：立教大学大学院法学研究科・同大学法学部法学科教授。

## 所属学会
- 金融法学会
- 日本私法学会

## 著作

### 共編
- （山本敬三（監修）、鳥山泰志）『民法3 担保物権』（有斐閣、2021年11月）
- （水津太郎、鳥山泰志）『民法2 物権判例30!』（有斐閣、2017年12月）
- （後藤巻則（編）、滝沢昌彦（編）、片山直也（編））『プロセス講義 民法3 担保物権』（信山社、2015年9月）
- （「相殺適状と受働債権の弁済期の現実の到来の要否」）『平成25年度重要判例解説』（有斐閣、2014年4月）
- （「リース契約を対象とした担保権消滅許可申立て ーー 大阪地決平成13.7.19」）『ジュリスト No.1265』（有斐閣、2004年4月）